# Armgard de Rietberg
La Condesa Armgard de Rietberg (también: Irmgard; fallecida el 13 de julio de 1584) fue entre 1562 y 1584 Condesa de Rietberg por derecho propio. También fue Condesa de Hoya por matrimonio entre 1568 y 1575, y también Condesa de Lippe por matrimonio desde 1578 hasta su muerte.
Armgard era la mayor de las dos hijas de Juan II y de Inés de Bentheim-Steinfurt. Armgard contrajo matrimonio el 3 de enero de 1568 con el Conde Erico V de Hoya. Este murió el 12 de marzo de 1575. Armgard después volvió a contraer matrimonio el 26 de junio de 1578 con el Conde Simón VI de Lippe.
Su padre murió el 11 de diciembre de 1562. Como no tenía hermanos varones, Armgard y su hermana Walburgis heredaron sus posesiones. Como eran menores, su madre actuó como tutora y regente. El 27 de septiembre de 1576, Armgard y Walburgis se dividieron su herencia: Armgard recibió Rietberg; Walburgis recibió el Harlingerland.
Armgard murió sin hijos el 13 de julio de 1584 y el Condado de Rietberg pasó a manos de su hermana Walburgis, de tal modo que el Condado de Rietberg y Harlingerland fueron reunificados en una sola mano.